# 越後福嶋騒動
越後福嶋騒動（えちごふくしまそうどう）は、江戸時代前期に起こった越後高田藩（福嶋藩）の堀家家中におけるお家騒動である。

## 経緯

### 発端
慶長3年（1598年）、豊臣秀吉の命令で堀秀治は越前北之庄から越後春日山45万石に移封された。慶長5年（1600年）の関ヶ原の戦いで東軍に味方した秀治は所領を安堵され、秀治は春日山藩の藩主となる。
秀治は慶長11年（1606年）に死去し、嫡男の堀忠俊が家督を相続する。慶長12年（1607年）、忠俊は春日山城を廃して福嶋城に移り、福嶋藩の藩主となった。
忠俊は家督相続時は11歳の少年であり、そのために藩政は家老の堀直政（三条藩主）が担当した。しかし直政は慶長13年（1608年）2月に死去する。すると藩政の実権をめぐって直政の後を継いだ堀直清と、坂戸藩主の堀直寄（直清の異母弟）が争い始める（彼ら自身の家督相続の問題もあったとされる）。
慶長15年（1610年）2月、直清は忠俊に対して讒言し、直寄の追放を求めた。忠俊はこれに応じて直寄を追放したが、直寄は2月24日に駿府城の徳川家康に対して、直清の専横と横暴を訴えた。

### 改易
主君の忠俊、そして直清、直寄、親族の利重ら堀家の一族が駿府へ呼び出された。慶長15年（1610年）閏2月2日、駿府城本丸に徳川秀忠をはじめとする幕府首脳陣が陪席する中で家康は、堀一族の忠俊、直清らを召集して論戦を行なわせた。このとき、忠俊は直清をかばうような弁明書を家康に差し出しており、これが逆に家康の怒りを買ったという。
また、これとは別の件でも忠俊・直清らは家康の怒りを買った。藩政を牛耳っていた直清は、浄土宗と日蓮宗の僧侶を10余名ほど集めて宗論を行なわせ、敗れた浄土宗の僧侶を全員死罪にしていたのである。
これらのことから、論戦は忠俊・直清側の敗北となった。家康は「忠俊幼弱にて讒臣にまよひ。邪正を弁へず讒者をたすけんとするをもて。大国を封ずる器にあらずとて。忽に越後の国四十五万石を奪われ云々」（徳川実紀）という裁断を下し、忠俊は越後高田（福嶋）45万石を改易されて磐城平藩主鳥居忠政預かりとなり、直清も改易されて山形藩主・最上義光預かりとなった。勝訴した直寄も、坂戸藩から信濃飯山藩4万石に減移封された。これにより、堀秀政より始まる堀氏の嫡流は事実上滅亡した。
翌閏2月3日、家康は息子の松平忠輝に堀氏の旧領を加増して越後に移封し、75万石の大名とした。